# 로 판타지
로우 판타지(Low Fantasy)라는 것은 하이 판타지에 반대되는 개념으로 만들어진 말이다. 한 종류의 서브 장르가 아니라, 여러 서브장르들을 포함하는 개념이다.

## 로우 판타지의 예
- 코믹 판타지 진중한 하이 판타지를 풍자하기 위해 만들어졌거나, 현실에서 웃길 소재가 다 떨어져서 쓴 소설.
- 마법이나 초자연적인 존재가 상대적으로 적은 판타지 소설.
- 현재 우리 시대를 배경으로 하는 판타지 소설. 해리 포터가 전형적이다.
- 판타지 소설인데 악의 군대가 없거나 스케일이 작은 소설.
- 다크 판타지
- 주인공이 보통 사람과 다를 바가 없는 판타지.
- 일상적인 일들로만 구성되는 판타지.
- 소드 앤 소서리. 대의 명분이나 시대적 상황에 구애받지 않고 마음껏 전투를 벌이는 주인공.

하이 판타지가 훨씬 유명하고 인기가 좋긴 하지만, 로 판타지도 매니아 층을 형성하고 있다.

## 같이 보기
- 현대 판타지